# Стрільба на літніх Олімпійських іграх 1964
Змагання зі стрільби на літніх Олімпійських іграх 1964 в Токіо тривали з 15 до 17 жовтня. Змагалися лише чоловіки. Розіграно 6 комплектів нагород.

## Медальний залік
| Дисципліна                             | Золото                 | Золото | Срібло                 | Срібло | Бронза                   | Бронза |
| -------------------------------------- | ---------------------- | ------ | ---------------------- | ------ | ------------------------ | ------ |
| Швидкісний пістолет, 25 метрів         | Пентті Лінносвуо (FIN) | 592    | Йон Тріпша (ROU)       | 591    | Любомир Нацовський (TCH) | 590    |
| Пістолет, 50 метрів                    | Вяйне Маркканен (FIN)  | 560    | Франклін Ґрін (USA)    | 557    | Йошіхіса Йошікава (JPN)  | 554    |
| Гвинтівка лежачи, 50 метрів            | Ласло Хаммерль (HUN)   | 597    | Лоунс Віґґер (USA)     | 597    | Томмі Пул (USA)          | 596    |
| Гвинтівка з трьох положень, 50 метрів  | Лоунс Віґґер (USA)     | 1164   | Величко Величков (BUL) | 1152   | Ласло Хаммерль (HUN)     | 1151   |
| Гвинтівка з трьох положень, 300 метрів | Ґері Андерсон (USA)    | 1153   | Шота Квеліашвілі (URS) | 1144   | Мартін Ґуннарссон (USA)  | 1136   |
| Трап                                   | Енніо Маттареллі (ITA) | 198    | Павелс Сенічевс (URS)  | 194    | Вільям Морріс (USA)      | 194    |

## Країни-учасниці
Змагалися 262 стрільці з 51-єї країни:
| - Аргентина (8) - Австралія (8) - Австрія (3) - Бельгія (1) - Болгарія (4) - Бірма (2) - Канада (6) - Цейлон (2) - Чилі (3) - Тайвань (6) - Колумбія (1) - Чехословаччина (4) - Данія (2) |  | - Єгипет (6) - Фінляндія (8) - Франція (4) - Об'єднана німецька команда (10) - Велика Британія (8) - Греція (4) - Гонконг (5) - Угорщина (8) - Індія (2) - Іран (4) - Ізраїль (3) - Італія (5) - Ямайка (1) |  | - Японія (10) - Кенія (4) - Ліван (1) - Люксембург (1) - Малайзія (7) - Мексика (5) - Монголія (3) - Нідерланди (1) - Норвегія (3) - Пакистан (4) - Перу (9) - Філіппіни (9) - Польща (6) |  | - Португалія (4) - Пуерто-Рико (3) - Родезія (2) - Румунія (9) - Південна Корея (10) - СРСР (10) - Іспанія (5) - Швеція (6) - Швейцарія (8) - Тайланд (10) - США (10) - Венесуела (5) |

## Таблиця медалей
| Місце               | Країна               | Золото | Срібло | Бронза | Загалом |
| ------------------- | -------------------- | ------ | ------ | ------ | ------- |
| 1                   | США (USA)            | 2      | 2      | 3      | 7       |
| 2                   | Фінляндія (FIN)      | 2      | 0      | 0      | 2       |
| 3                   | Угорщина (HUN)       | 1      | 0      | 1      | 2       |
| 4                   | Італія (ITA)         | 1      | 0      | 0      | 1       |
| 5                   | СРСР (URS)           | 0      | 2      | 0      | 2       |
| 6                   | Болгарія (BUL)       | 0      | 1      | 0      | 1       |
| 6                   | Румунія (ROU)        | 0      | 1      | 0      | 1       |
| 8                   | Чехословаччина (TCH) | 0      | 0      | 1      | 1       |
| 8                   | Японія (JPN)         | 0      | 0      | 1      | 1       |
| Загалом (9 збірних) | Загалом (9 збірних)  | 6      | 6      | 6      | 18      |